# Maximos V. Konstantinopolský
Maximos V. (světským jménem: Maximos Vaportzis) (26. října 1897, Sinop – 1. ledna 1972, Fenerbahçe) byl v letech 1946 až 1948 267. patriarchou Konstantinopole a titulární metropolita z Efesu.

## Životopis
Narodil se 26. října 1897 v Sinopu na severu pobřeží Černého moře v Osmanské říši. Na doporučení metropolity Hermana z Amasie (Karavangelis) v roce 1912 vstoupil do teologické školy Chalki, která se nacházela v klášteře Nejsvětější Trojice na ostrově Chalki v Marmarském moři. Výuka v ní byla přerušena během první světové války.
V letech 1916-1917 byli seminaristé odvedeni do turecké armády, Vapordzis sloužil ve vojenském táboře Selimiye (nyní na území Istanbulu). Tam vážně onemocněl a vrátil se do Istanbulu, kde se usadil v klášteře na počest ikony Matky Boží „Životodárné jaro“. 16. května 1918 složil mnišské sliby se zachováním křestního jména a metropolita Konstantin (Koidakis) z Calliopolis ho vysvětil na jáhna. V létě 1918 byl poslán sloužit a učit v Tyru v Malé Asii. Po obnovení práce školy na Chalki, pokračoval ve studiu a absolvoval ji v roce 1919.
Po absolvování školy sloužil jako arciděkan metropolitům Řehořovi z Chalcedonu (Zervudakis) a Efezu Joachimovi (Eutiius) a v roce 1920 se stal patriarchálním arciděkanem v Konstantinopoli. Též působil na různých sekretářských pozicích ve správní radě teologické školy na Chalki.
27. října 1922 ho patriarcha Melétios IV. Konstantinopolský jmenoval kodikografem a 15. dubna 1924 ho patriarcha Řehoř VII. Konstantinopolský jmenoval mladším sekretářem Svatého synodu. 17. prosince 1927 se stal hlavním synodním sekretářem.
Dne 1. ledna 1928 byl v patriarchálním chrámu sv. Jiří konstantinopolským patriarchou Basiliem III. vysvěcen na kněze a povýšen do hodnosti archimandrity.

### Metropolita
Dne 8. února 1930 byl rozhodnutím Svatého synodu Konstantinopolské pravoslavné církve zvolen metropolitou Philadelphie, čímž opustil pozici hlavního tajemníka Svatého synodu. 9. března 1930 se konalo jeho biskupské vysvěcení v patriarchální katedrále sv. Jiří, v jejímž čele stál Konstantinopolský patriarcha Fótios II. Od 9. září 1931 do 28. června 1932 dočasně sloužil jako Velký protosingel Konstantinopolského patriarchátu než se stal 28. června 1932 metropolitou Chalcedonu.
29. prosince 1935 zemřel Konstantinopolský patriarcha Fótios II. a metropolita Maximos byl považován za hlavního kandidáta na patriarchu, ale prefekt Istanbulu jeho kandidaturu vyloučil.
Během celého následujícího patriarchátu Benjamina I. byl metropolita Maximos jeho hlavním poradcem. Byl klíčovou postavou z konstantinopolské strany při řešení řecko-bulharského schizmatu, ke kterému došlo v lednu 1945. Tato jednání ho seznámila se zástupci ruské pravoslavné církve a sovětskými diplomatickými kruhy.

### Konstantinopolský patriarcha
20. února 1946 byl zvolen na patriarchální trůn Konstantinopole. Ve snaze rozšířit vnější vztahy církve patriarcha zřídil informační službu patriarchátu. Poslal čtyři studenty na postgraduální studium v západních zemích a také delegaci do nově založené Světové rady církví v roce 1948.
Svým energickým jednáním pomohl konstantinopolské církvi získat zpět řadu statků ve Valukli a kostel Spasitele v Galatě. Patriarcha se rozhodujícím způsobem podílel na řešení kyperské církevní otázky v roce 1946.
Na Velikonoce 1946 byl obnoven zvyk, který po roce 1917 vypadl z používání, podle kterého diplomatický zástupce Ruska (tehdy SSSR) doprovázel patriarchu v noci z patriarchálního sídla do chrámu.
Během oficiální návštěvy v květnu 1947 v Řecku zmítaném občanskou válkou odmítl patriarcha definitivně stát na straně roajalistů a odsoudit komunisty. Místo toho naléhal na řecký lid, aby zastavil „bratovražedné bičování“ a snažil se láskou uzdravit zasetou nenávist.
Navzdory své pověsti levicového sympatizanta a úzkým vazbám na Moskevský patriarchát neměl v úmyslu vzdát se svých „ekumenických“ výsad nebo je postoupit ruské církvi. V roce 1946 tak prodloužil existenci Západoevropského exarchátu ruských církví pod svým omoforem, nesouhlasil s přeměnou nadcházející moskevské konference zástupců místních církví na ekumenickou radu.

### Odpočinek
Pod silným tlakem tureckých úřadů a řecké královské vlády byl patriarcha Maximos nucen odejít do důchodu. 18. října 1948 patriarcha podal předsedovi synodu metropolitovi Thomasovi (Savvopulos) z Chalcedonu žádost o odchod do důchodu pod záminkou nemoci. Bývalý patriarcha Maximos byl jmenován titulárním metropolitou Efesu a zůstal jím až do své smrti, přičemž se vyhýbal vnějším církevním záležitostem. Na konstantinopolském trůnu jej vystřídal arcibiskup Severní a Jižní Ameriky Athenagoras (Spirou), který do Istanbulu přiletěl soukromým letadlem amerického prezidenta Harryho Trumana. Patriarcha Maximos byl nucen rezignovat, protože jeho nástupce Athinagoras měl podle přání Washingtonu účinněji čelit nárokům moskevského patriarchátu na moc ve světové ortodoxii, které jsou řízeny sovětskou diplomacií.

Na přelomu let 1948 a 1949 se léčil ve Švýcarsku, později až do konce života žil ve v Fenerbahçe u Chalcedonu. Patriarcha Athenagoras ho zbavil práva účastnit se zasedání synody, držel ho v izolaci a přestal mu vyplácet patriarchální příspěvek. Podle samotného Maxima byl „nemilosrdně vyhozen na ulici“. Přesto Maximos V. přitáhl pozornost veřejnosti v roce 1964, když obhajoval liberalizaci katolické sexuální morálky v Římě
"Nemáme právo se ptát, zda určité postoje nejsou produktem zastaralých myšlenek a možná celibátnickou psychózou lidí, kteří tuto část života neznají?"
Maximos V. varoval před popřením zásadní ctnosti, opatrnosti, kterou měla být poměřována veškerá morálka. Viděl propast mezi oficiálním učením katolické církve a opačnou praxí naprosté většiny křesťanských párů a stejně jako katoličtí kardinálové Paul-Émile Léger z Kanady a Léon-Joseph Suenens z Belgie litoval, že se věřící cítí nuceni ke konfliktu žít zákon církve odříznutý od svátostí.
Na konci roku 1971 onemocněl akutním zápalem plic, na který zemřel 1. ledna 1972 ve Fenerbahçe. 4. ledna vedl metropolita Meliton (Hadzis) z Chalcedonu jeho pohřeb, neboť patriarcha Athenagoras byl již slabý. Byl pohřben v klášteře u chrámu Životodárného pramene.